# Młodzieżowe Mistrzostwa Polski w Lekkoatletyce 2019
36. Młodzieżowe Mistrzostwa Polski w Lekkoatletyce – zawody lekkoatletyczne dla sportowców do lat 23 organizowane pod egidą Polskiego Związku Lekkiej Atletyki, które odbywały się od 29 do 30 czerwca 2019 roku w Lublinie.

## Rezultaty

### Mężczyźni
| Konkurencja:                  | 1. miejsce                                                                | Rezultat   | 2. miejsce                                                                      | Rezultat   | 3. miejsce                                                                   | Rezultat   |
| Bieg na 100 m                 | Adam Balcerek OŚ AZS Poznań                                               | 10,30 w    | Adrian Brzeziński MKL Toruń                                                     | 10,36 w    | Łukasz Żak KS AZS AWF Kraków                                                 | 10,37 w    |
| Bieg na 200 m                 | Adrian Brzeziński MKL Toruń                                               | 21,03 w    | Adam Balcerek OŚ AZS Poznań                                                     | 21,08 w    | Adrian Wesela OŚ AZS Poznań                                                  | 21,10 w    |
| Bieg na 400 m                 | Tymoteusz Zimny WKS Śląsk Wrocław                                         | 47,06      | Maciej Hołub AZS UMCS Lublin                                                    | 47,34      | Mateusz Rzeźniczak RKS Łódź                                                  | 47,92      |
| Bieg na 800 m                 | Mateusz Borkowski RKS Łódź                                                | 1:49,37    | Adam Włodarczyk AZS Łódź                                                        | 1:51,45    | Michał Kitliński AZS UMCS Lublin                                             | 1:51,91    |
| Bieg na 1500 m                | Mateusz Borkowski RKS Łódź                                                | 3:49,29    | Patryk Kozłowski RLTL ZTE Radom                                                 | 3:49,23    | Adam Włodarczyk AZS Łódź                                                     | 3:50,05    |
| Bieg na 3000 m z przeszkodami | Nikodem Dworczak WMLKS Nadodrze Powodowo                                  | 9:02,51 SB | Mateusz Kaczor RLTL ZTE Radom                                                   | 9:06,31 PB | Jędrzej Hasiura RKS Łódź                                                     | 9:10,73 PB |
| Bieg na 110 m przez płotki    | Michał Sierocki AZS UMCS Lublin                                           | 13,80      | Krzysztof Kiljan AZS-AWF Warszawa                                               | 14,20 PB   | Wiktor Santkiewicz STS Pomerania Szczecinek                                  | 14,44 SB   |
| Bieg na 400 m przez płotki    | Jakub Olewniczak OŚ AZS Poznań                                            | 52,28 PB   | Michał Galikowski KS AZS AWF Kraków                                             | 52,99      | Patryk Pawłowski LKS MOSiR Sieradz                                           | 53,33 SB   |
| Sztafeta 4 × 100 m            | OŚ AZS Poznań Adam Balcerek Józef Wosicki Jakub Gałandziej Eryk Hampel    | 40,93      | AZS-AWF Katowice Sebastian Rosół Paweł Dzida Szymon Woźniak Bartosz Świerczyna  | 42,12      | KS AZS AWF Kraków Michał Sala Michał Galikowski Nikodem Wylęga Łukasz Żak    | 42,42      |
| Sztafeta 4 × 400 m            | AZS UMCS Lublin Cezary Mirosław Michał Kitliński Karol Kania Maciej Hołub | 3:13,36    | OŚ AZS Poznań Adrian Wesela Amadeusz Zdrojewski Jakub Olejniczak Mikołaj Buzała | 3:13,53    | WKS Śląsk Wrocław Radosław Maciąg Filip Papla Antoni Walicki Tymoteusz Zimny | 3:18,06    |
| Skok wzwyż                    | Norbert Kobielski MKS Inowrocław                                          | 2,27 PB    | Grant Szałek SKLA Sopot                                                         | 2,18 PB    | Adrian Kordoński LKS Fenix Słupsk                                            | 2,08       |
| Skok o tyczce                 | Sebastian Chmara CWZS Zawisza Bydgoszcz SL                                | 5,00 PB    | Maciej Włódarski CWZS Zawisza Bydgoszcz SL                                      | 4,80 SB    | Maksymilian Mużdżyński UKS 55 Łódź                                           | 4,60       |
| Skok w dal                    | Bartosz Chojnowski KS Podlasie Białystok                                  | 7,64 w     | Mateusz Różański KU AZS PWSZ w Tarnowie                                         | 7,63 w     | Bartosz Gąbka AZS-AWF Warszawa                                               | 7,31 w     |
| Trójskok                      | Grant Szałek SKLA Sopot                                                   | 15,20 w    | Bartosz Świerczyna AZS-AWF Katowice                                             | 15,11 w    | Piotr Mańczuk AZS-AWFiS Gdańsk                                               | 14,76 SB   |
| Pchnięcie kulą                | Szymon Mazur AZS UMCS Lublin                                              | 18,32      | Michał Walenda WLKS Nowe Iganie                                                 | 17,11 PB   | Jakub Dzik MKS-MOS Płomień Sosnowiec                                         | 15,50      |
| Rzut dyskiem                  | Oskar Stachnik KS AZS AWF Wrocław                                         | 53,34      | Szymon Mazur AZS UMCS Lublin                                                    | 50,52      | Patryk Zygmunt ULKS Uczniak Szprotawa                                        | 48,69 SB   |
| Rzut młotem                   | Kamil Swancar OŚ AZS Poznań                                               | 61,87 PB   | Michał Mazur KS Agros Zamość                                                    | 61,73 PB   | Adrian Muszyński CWZS Zawisza Bydgoszcz SL                                   | 57,40 SB   |
| Rzut oszczepem                | Cyprian Mrzygłód AZS-AWFiS Gdańsk                                         | 80,79      | Wiktor Mertka UKS Cyprianka                                                     | 70,36      | Mateusz Gunera MKS Olimp Łobez                                               | 66,33 SB   |

### Kobiety
| Konkurencja:                  | 1. miejsce                                                                            | Rezultat   | 2. miejsce                                                                               | Rezultat   | 3. miejsce                                                                        | Rezultat   |
| Bieg na 100 m                 | Martyna Kotwiła RLTL ZTE Radom                                                        | 11,51 w    | Marlena Gola KS Podlasie Białystok                                                       | 11,52 w    | Jagoda Mierzyńska KS AZS AWF Wrocław                                              | 11,72 w    |
| Bieg na 200 m                 | Martyna Kotwiła RLTL ZTE Radom                                                        | 23,53 SB   | Marlena Gola KS Podlasie Białystok                                                       | 23,66 PB   | Natalia Kaczmarek KS AZS AWF Wrocław                                              | 23,93 PB   |
| Bieg na 400 m                 | Natalia Kaczmarek KS AZS AWF Wrocław                                                  | 53,60      | Karolina Łozowska AZS-AWF Katowice                                                       | 54,20 SB   | Natalia Widawska KS AZS AWF Wrocław                                               | 54,69      |
| Bieg na 800 m                 | Natalia Gulczyńska MKL Szczecin                                                       | 2:07,30 PB | Angelika Sarna AZS-AWF Warszawa                                                          | 2:07,57    | Marta Topp KS Wejher Wejherowo                                                    | 2:08,60 PB |
| Bieg na 1500 m                | Eliza Megger LKS Pszczyna                                                             | 4:21,32    | Sylwia Indeka LKS Pszczyna                                                               | 4:22,62 SB | Beata Topka ULKS Talex Borzytuchom                                                | 4:23,98 SB |
| Bieg na 3000 m z przeszkodami | Patrycja Kapała AZS-AWF Katowice                                                      | 10:36,23   | Paulina Szostecka KS AZS AWF Kraków                                                      | 10:41,00   | Kinga Królik UKS Azymut Pabianice                                                 | 10:50,78   |
| Bieg na 100 m przez płotki    | Klaudia Siciarz KS AZS AWF Kraków                                                     | 13,00      | Klaudia Wojtunik CWZS Resovia Rzeszów                                                    | 13,21 =PB  | Zuzanna Hulisz MKL Toruń                                                          | 13,46 PB   |
| Bieg na 400 m przez płotki    | Natalia Wosztyl RLTL ZTE Radom                                                        | 58,20      | Aleksandra Jaźwińska AZS-AWF Katowice                                                    | 59,01      | Agata Kołakowska ZS-AWFiS Gdańsk                                                  | 59,36 PB   |
| Sztafeta 4 × 100 m            | RLTL ZTE Radom Weronika Tkaczyk Natalia Wosztyl Izabela Smolińska Martyna Kotwiła     | 46,00      | KS AZS AWF Wrocław Jagoda Mierzyńska Karolina Wrzesińska Weronika Chojka Alicja Rajewska | 46,11 SB   | [ b ]                                                                             |            |
| Sztafeta 4 × 400 m            | AZS-AWF Katowice Natalia Węglarz Nikoletta Misterka Adrianna Czapla Karolina Łozowska | 3:42,14    | KS AZS AWF Wrocław Natalia Korczuk Natalia Widawska Weronika Chojka Natalia Kaczmarek    | 3:45,56    | KS AZS AWF Kraków Justyna Bryzek Paulina Górak Karolina Cuber Margarita Koczanowa | 3:45,59    |
| Skok wzwyż                    | Adrianna Sułek CWZS Zawisza Bydgoszcz SL                                              | 1,84 PB    | Paulina Borys SKLA Sopot                                                                 | 1,77       | Aleksandra Nowakowska RKS Łódź                                                    | 1,77       |
| Skok o tyczce                 | Agnieszka Kaszuba KL Gdyni                                                            | 3,90       | Milena Lipińska OSOT Gdańsk                                                              | 3,80 =PB   | Emilia Kusy SKLA Sopot                                                            | 3,70       |
| Skok w dal                    | Katarzyna Bargielska KS AZS-AWF Biała Podlaska                                        | 6,09 PB    | Adrianna Sułek CWZS Zawisza Bydgoszcz SL                                                 | 6,05       | Gaja Wota WKS Wawel Kraków                                                        | 5,96       |
| Trójskok                      | Gaja Wota WKS Wawel Kraków                                                            | 13,44 PB   | Agnieszka Bednarek AZS Łódź                                                              | 13,07 w    | Paulina Szablewska RKS Łódź                                                       | 12,91      |
| Pchnięcie kulą                | Maja Ślepowrońska AZS-AWF Warszawa                                                    | 16,17 PB   | Karolina Urban AZS-AWFiS Gdańsk                                                          | 14,56 SB   | Barbara Flisek OKS Start Otwock                                                   | 13,88      |
| Rzut dyskiem                  | Karolina Urban AZS-AWFiS Gdańsk                                                       | 54,22      | Agnieszka Kulak LKS Jantar Ustka                                                         | 48,01      | Izabela Mendyk UKS Sokół Węgorzewo                                                | 45,29 PB   |
| Rzut młotem                   | Aleksandra Śmiech KS Agros Zamość                                                     | 64,00      | Patrycja Maciejewska UKS Achilles Leszno                                                 | 61,00      | Kinga Łepkowska AZS-AWF Warszawa                                                  | 60,39      |
| Rzut oszczepem                | Klaudia Maruszewska KS AZS UWM Olsztyn                                                | 53,52      | Aleksandra Ostrowska AZS-AWFiS Gdańsk                                                    | 50,80 SB   | Julia Szałas AZS-AWF Gorzów                                                       | 48,80 SB   |

## Bieg na 10 000 m
Młodzieżowe mistrzostwa w biegu na 10 000 metrów odbyły się 28 kwietnia w Białogardzie. Nie rozgrywano odrębnych zawodów, tylko wyniki z mistrzostw Polski seniorów stały się podstawą do przyznania medali młodzieżowych mistrzostw Polski.
| Konkurencja: | 1. miejsce                    | Rezultat    | 2. miejsce                                          | Rezultat    | 3. miejsce                            | Rezultat |
| Mężczyźni    | Mateusz Kaczor RLTL ZTE Radom | 30:14,75 PB | Nikodem Dworczak WMLKS Nadodrze Powodowo            | 30:41,48 PB | Dariusz Boratyński KS AZS AWF Wrocław | 31:26,91 |
| Kobiety      | Sylwia Indeka LKS Pszczyna    | 34:55,87    | Kamila Pogoda Adam Draczyński Running Team Nowa Sól | 34:59,55    | Daria Maik LUKS Start Nakło           | 35:36,92 |

## Bieg na 5000 m
Młodzieżowe mistrzostwa w biegu na 5000 metrów odbyły się 18 maja w Szczecinku.
| Konkurencja: | 1. miejsce                      | Rezultat | 2. miejsce                                          | Rezultat    | 3. miejsce                               | Rezultat |
| Mężczyźni    | Patryk Kozłowski RLTL ZTE Radom | 14:36,88 | Bartosz Jarczok AZS-AWF Katowice                    | 14:43,06 PB | Nikodem Dworczak WMLKS Nadodrze Powodowo | 14:52,59 |
| Kobiety      | Sylwia Indeka LKS Pszczyna      | 16:20,61 | Kamila Pogoda Adam Draczyński Running Team Nowa Sól | 16:38,74 PB | Julia Afelt CWZS Zawisza Bydgoszcz SL    | 17:11,61 |

## Wieloboje
Młodzieżowe mistrzostwa w wielobojach lekkoatletycznych rozegrano w ramach mistrzostw Polski w tych konkurencjach, które odbyły się 8 i 9 czerwca w Krakowie. Nie rozgrywano odrębnych zawodów, tylko wyniki z mistrzostw Polski seniorów stały się podstawą do przyznania medali młodzieżowych mistrzostw Polski.
| Konkurencja:           | 1. miejsce                               | Rezultat     | 2. miejsce                                 | Rezultat     | 3. miejsce                         | Rezultat     |
| Dziesięciobój mężczyzn | Rafał Horbowicz Warszawianka             | 7549 pkt. PB | Szymon Dziuba AZS-AWF Warszawa             | 6408 pkt.    | Marcin Piter UMKS Iskra Wolsztyn   | 4277 pkt. PB |
| Siedmiobój kobiet      | Adrianna Sułek CWZS Zawisza Bydgoszcz SL | 6171 pkt. PB | Barbara Kostrzewska UKS LA Basket Warszawa | 4711 pkt. SB | Małgorzata Satuła AZS-AWF Warszawa | 4429 pkt. PB |

## Chód na 20 km
Mistrzostwa w chodzie na 20 kilometrów kobiet i mężczyzn odbyły się 7 września w Gdańsku.
| Konkurencja: | 1. miejsce                            | Rezultat | 2. miejsce                                     | Rezultat | 3. miejsce                      | Rezultat |
| Mężczyźni    | Adrian Klonowski LKS Vectra Włocławek | 1:39:29  | Robert Goławski WLKS Nowe Iganie               | 1:41:19  | Michał Cerazy AZS-AWF Gorzów    | 1:48:43  |
| Kobiety      | Olga Niedziałek WLKS Nowe Iganie      | 1:49:21  | Małgorzata Cetnarska KKS Victoria Stalowa Wola | 1:50:50  | Emilia Gręziak WLKS Nowe Iganie | 1:52,32  |

## Biegi przełajowe
Młodzieżowe mistrzostwa w biegach przełajowych kobiet i mężczyzn zostały rozegrane 23 listopada w Kartuzach.
| Konkurencja:     | 1. miejsce                            | Rezultat | 2. miejsce                      | Rezultat | 3. miejsce                       | Rezultat |
| Mężczyźni (8 km) | Dariusz Boratyński KS AZS AWF Wrocław | 26:09    | Mateusz Kaczor RLTL ZTE Radom   | 26:38    | Wojciech Serkowski GKS Żukowo    | 27:01    |
| Kobiety (6 km)   | Beata Topka ULKS Talex Borzytuchom    | 22:36    | Paulina Górak KS AZS AWF Kraków | 22:41    | Patrycja Kapała AZS-AWF Katowice | 2:54     |